# Michael Büskens
Michael Büskens (ur. 19 marca 1968 w Düsseldorfie) – niemiecki piłkarz występujący na pozycji pomocnika. Trener piłkarski.

## Kariera piłkarska
Büskens zawodową karierę rozpoczynał w 1988 roku w drugoligowej Fortunie Düsseldorf. W 1989 roku awansował z nią do Bundesligi. W tych rozgrywkach zadebiutował 29 lipca 1989 roku w zremisowanym 1:1 meczu z Hamburgerem SV. 8 sierpnia 1989 roku w przegranym 1:2 spotkaniu z Eintrachtem Frankfurt strzelił pierwszego gola w trakcie gry w Bundeslidze. W Fortunie Büskens spędził 4 lata.
W 1992 roku, po spadku Fortuny do 2. Bundesligi, przeniósł się do FC Schalke 04 z Bundesligi. Pierwszy ligowy mecz zaliczył tam 15 sierpnia 2008 roku przeciwko SG Wattenscheid 09 (3:4). W 1997 roku zdobył z klubem Puchar UEFA. W styczniu 2000 roku Büskens odszedł do MSV Duisburg, również grającego w Bundeslidze. Latem tego samego roku powrócił do Schalke. W 2001 roku wywalczył z nim wicemistrzostwo Niemiec, a także zdobył Puchar Niemiec. W 2002 roku ponownie wygrał z nim rozgrywki Pucharu Niemiec. W tym samym roku rozpoczął grę w rezerwach Schalke 04, gdzie w 2005 roku zakończył karierę.

## Kariera trenerska
Po zakończeniu kariery piłkarskiej Büskens został trenerem. Jego pierwszym drużyną były rezerwy Schalke 04, gdzie prowadził w latach 2005–2008. 14 kwietnia 2008 roku tymczasowo objął stanowisko szkoleniowca pierwszej drużyny Schalke 04. W Bundeslidze jako trener zadebiutował 15 kwietnia 2008 roku w wygranym 5:0 meczu z Energie Cottbus. W Schalke pracował do końca sezonu 2007/2008, w którym zajął z nim 3. miejsce w Bundeslidze. W marcu 2009 roku ponownie został tymczasowym szkoleniowcem Schalke. Po zakończeniu sezonu 2008/2009 odszedł z klubu.
27 grudnia 2009 roku został trenerem zespołu SpVgg Greuther Fürth z 2. Bundesligi.